# Jannik Huth
Jannik Huth (ur. 15 kwietnia 1994 w Bad Kreuznach) – niemiecki piłkarz grający na pozycji bramkarza. Srebrny medalista Igrzysk Olimpijskich 2016. Od 2015 roku zawodnik 1. FSV Mainz 05.

## Życiorys
Jest wychowankiem 1. FSV Mainz 05. W czasach juniorskich trenował także w SG Guldental i Hassii Bingen. W latach 2013–2017 występował w rezerwach Mainz. 1 lipca 2015 dołączył również do kadry pierwszego zespołu. W Bundeslidze zadebiutował 8 kwietnia 2017 w przegranym 0:1 meczu z SC Freiburg. Od 31 stycznia do 30 czerwca 2018 przebywał na wypożyczeniu w holenderskiej Sparcie Rotterdam.
W 2016 roku został powołany do kadry do lat 23 na Igrzyska Olimpijskie w Rio de Janeiro. Wraz z nią wywalczył srebrny medal po porażce w finale z Brazylią.